# 清朝解元列表
本表按年份、科次列舉清朝各省鄉試第一名（解元）。

## 凡例
本表主要參考資料爲《清秘述聞》三種，並根據各省通志、地方志校補。其中順治二年乙酉科至嘉慶四年己未科據《清秘述聞》卷一至卷八；嘉慶五年庚申恩科至光緒十二年丙戌科據《清秘述聞續》卷一至卷八；光緒十四年戊子科起據《清秘述聞再續》卷一，故不在表內一一標註。通過方志校補者則以注釋標明。

## 列表
| 科次                             | 順天                                  | 江南          | 江西            | 浙江          | 福建          | 湖廣          | 湖廣            | 河南                  | 山東          | 山西          | 陝西            | 陝西            | 四川                      | 廣東          | 廣西          | 雲南                        | 貴州          |
| -------------------------------- | ------------------------------------- | ------------- | --------------- | ------------- | ------------- | ------------- | --------------- | --------------------- | ------------- | ------------- | --------------- | --------------- | ------------------------- | ------------- | ------------- | --------------------------- | ------------- |
| 順治二年 乙酉科 （1645年）       | 郜炳元 長垣縣                         | 張九徵 丹徒縣 |                 |               |               |               |                 | 邢若鵬 新鄉縣         | 四裳 青城縣   | 朱裴 聞喜縣   | 劉鴻盤 韓城縣   | 劉鴻盤 韓城縣   |                           |               |               |                             |               |
| 順治三年 丙戌科 （1646年）       | 賈一元 故城縣                         | 范龍 長洲縣   | 羅紹虞 南昌縣   | 馮美玉 烏程縣 |               | 李尚隆 潛江縣 | 李尚隆 潛江縣   | 王贊 睢州             | 王介錫 臨清州 | 常大忠 交城縣 | 劉綋 洛川縣     | 劉綋 洛川縣     |                           |               |               |                             |               |
| 順治五年 戊子科 （1648年）       | 李培初 寧晉縣                         | 袁大受 金壇縣 |                 | 王嗣皋 慈谿縣 | 李惟華 邵武縣 | 胡在恪 江陵縣 | 胡在恪 江陵縣   | 仝廷舉 郟縣           | 伊闢 新城縣   | 程正緒 長治縣 | 王惟籌 華州     | 王惟籌 華州     |                           |               |               |                             |               |
| 順治八年 辛卯科 （1651年）       | 郭藩鎮 大興縣                         | 袁孟義 丹徒縣 | 鄧際逵 金谿縣   | 余恂 龍游縣   | 陳聖泰 侯官縣 | 李奇生 漢陽縣 | 李奇生 漢陽縣   | 張悌 祥符縣           | 滕國相 昌樂縣 | 王恭先 臨晉縣 | 蕭恒 三原縣     | 蕭恒 三原縣     |                           | 周繼賢 順德縣 |               |                             |               |
| 順治九年 壬辰科 （1652年）       |                                       |               |                 |               |               |               |                 |                       |               |               |                 |                 | 李之韡 銅梁縣             |               |               |                             |               |
| 順治十一年 甲午科 （1654年）     | 田種玉 宛平縣                         | 朱朝幹 句容縣 | 張士驥 南昌縣   | 鍾朗 石門縣   | 熊臣忠 建寧縣 | 程雲飛 景陵縣 | 程雲飛 景陵縣   | 王紀昭 祥符縣         | 趙作舟 東平州 | 康宏猷 運司   | 雷壯 咸寧縣     | 雷壯 咸寧縣     | 馮天培 西充縣             | 梁炳宸 高明縣 |               |                             |               |
| 順治十四年 丁酉科 （1657年）     | 萬嵩 大興縣                           | 蔣欽宸 丹徒縣 | 陳以遠 南昌縣   | 顧鵬 秀水縣   | 吳孟 平海衛   | 楊輝斗 荊門州 | 楊輝斗 荊門州   | 李模 郟縣             | 王士驥 新城縣 | 喬甲觀 翼城縣 | 王景暄 漢中府   | 王景暄 漢中府   | 蔡其珍 營山縣             | 梁佩蘭 南海縣 | 何清 臨桂縣   |                             |               |
| 顺治十七年 庚子科 （1660年）     | 楊士炌 通州                           | 申穟 長洲縣   | 曾寅 清江縣     | 張廣益 龍游縣 | 吳道來 侯官縣 | 蔡壽生 攸縣   | 蔡壽生 攸縣     | 王鳴球 鄢陵縣         | 李嗣真 新城縣 | 張邦祚 太原縣 | 梁聯馨 平涼縣   | 梁聯馨 平涼縣   | 劉迪 閬中縣               | 龔章 歸善縣   | 全二戴 靈川縣 | 倪垣 南安州                 | 顧鼎新 黎平縣 |
| 科次                             | 順天                                  | 江南          | 江西            | 浙江          | 福建          | 湖廣          | 湖廣            | 河南                  | 山東          | 山西          | 陝西            | 陝西            | 四川                      | 廣東          | 廣西          | 雲南                        | 貴州          |
| 康熙二年 癸卯科 （1663年）       | 紀澐 晉州                             | 馬晉錫 六安縣 | 鄒度鏞 新建縣   | 屠又良 秀水縣 | 李達可 詔安縣 | 黃士煥 江陵縣 | 黃士煥 江陵縣   | 冉覲祖 中牟縣         | 曹貞吉 安邱縣 | 賈鳴璽 曲沃縣 | 楊光訓 長安縣   | 楊光訓 長安縣   | 李竑鄴 渠縣               | 湛鳳光 增城縣 | 唐甲 全州     | 柳志沆 宜良縣               | 王永禎 普安廳 |
| 康熙五年 丙午科 （1666年）       | 李開泰 大興縣                         | 儲方慶 宜興縣 | 潘翹生 南城縣   | 徐景范 餘姚縣 | 蔡奎 邵武縣   | 王永清 安陸縣 | 王永清 安陸縣   | 楊屢泰 孟縣           | 魏希徵 鄆城縣 | 王寬 安邑縣   | 楊淑 靈臺縣     | 楊淑 靈臺縣     | 韓士修 瀘州               | 游定海 海陽縣 | 唐象益 灌陽縣 | 杜道中 鄧川州               | 章萃 貴陽府   |
| 康熙八年 己酉科 （1669年）       | 劉元福 大名縣                         | 牛奎渚 高郵縣 | 劉錫爵 安福縣   | 邵奏平 仁和縣 | 何龍文 晉江縣 | 簡彬 邵陽縣   | 簡彬 邵陽縣     | 周大千 固始縣         | 潘淑葛 濟寧州 | 郭九會 猗氏縣 | 周蒲璧 商州     | 周蒲璧 商州     | 程崇 遵義縣               | 藍㷆 大埔縣   | 唐忠弼 全州   | 李上品 河陽縣               | 程春翔 貴陽府 |
| 康熙十一年 壬子科 （1672年）     | 楊雍 寶坻縣                           | 陸輿 宜興縣   | 彭恪 清江縣     | 費之逵 歸安縣 | 林鉎 漳浦縣   | 吳甫生 興國州 | 吳甫生 興國州   | 劉觀 睢州             | 王鼎冕 濱州   | 楊作楨 絳州   | 王吉相 邠州     | 王吉相 邠州     | 楊兆龍 蓬溪縣             | 彭洪績 順德縣 | 沈懋才 岑溪縣 | 李春葵 昆明縣               | 李士英 貴陽府 |
| 康熙十四年 乙卯科 （1675年）     | 劉偉 灤州                             | 施震銓 吳縣   |                 | 陳錫嘏 鄞縣   |               |               |                 | 王夢求 內鄉縣         | 李濤 德州     | 史珥 武鄉縣   |                 |                 |                           | 李拱宸 新會縣 |               |                             |               |
| 康熙十六年 丁巳科 （1677年）     | 王喆生 青浦縣                         | 潘麒生 溧陽縣 |                 | 祝琦 海寧縣   |               |               |                 | 徐大生 武陟縣         | 王沛恩 諸城縣 | 孫象先 興縣   |                 |                 |                           |               |               |                             |               |
| 康熙十七年 戊午科 （1678年）     | 張光豸 南宮縣                         | 宋衡 廬江縣   | 王肇珩 金谿縣   | 葉汝詵 嘉善縣 |               | 宋敏求 黃梅縣 | 宋敏求 黃梅縣   | 裴若度 洛陽縣         | 畢世持 淄川縣 | 張振基 清源縣 | 楊容 華州       | 楊容 華州       |                           | 林開春 南海縣 |               |                             |               |
| 康熙十九年 庚申科 （1682年）     |                                       |               |                 |               | 曾炳 晉江縣   |               |                 |                       |               |               |                 |                 |                           |               |               |                             |               |
| 康熙二十年 辛酉科 （1681年）     | 王元介 大名縣                         | 胡任輿 上元縣 | 梅之珩 南城縣   | 蔡彬 德清縣   | 鄭元超 福清縣 | 劉善錫 沔陽州 | 劉善錫 沔陽州   | 宋生 固始縣           | 孫勷 德州     | 許琳 曲沃縣   | 范光宗 郃陽縣   | 范光宗 郃陽縣   | 樊澤達 宜賓縣             | 何騰鯤 新會縣 |               | 趙節 建水縣                 |               |
| 康熙二十一年 壬戌科 （1682年）   |                                       |               |                 |               |               |               |                 |                       |               |               |                 |                 |                           |               | 謝明英 全州   |                             | 劉子章 貴筑縣 |
| 康熙二十三年 甲子科 （1684年）   | 王顓 趙州                             | 潘宗洛 宜興縣 | 魏方泰 廣昌縣   | 陸士琰 平湖縣 | 邱坦 永安縣   | 朱如辰 黃岡縣 | 朱如辰 黃岡縣   | 毛 孟縣               | 周世求 萊陽縣 | 劉大鯤 蒲州   | 張曾慶 華州     | 張曾慶 華州     | 高之霖 墊江縣             | 王澐 保昌縣   | 戴蕃嵩 馬平縣 | 呂從姬 石屏縣               | 項繼曾 安順府 |
| 康熙二十六年 丁卯科 （1687年）   | 多時珍 阜城縣                         | 張兆鵬 華亭縣 | 徐日瑄 高安縣   | 伍涵芬 於潛縣 | 蕭宏樑 德化縣 | 李如誾 京山縣 | 李如誾 京山縣   | 閻錫爵 固始縣         | 劉琰 陽穀縣   | 陳綍 猗氏縣   | 孫鐔 邠州       | 孫鐔 邠州       | 劉鵬翥 萬縣               | 楊元復 高明縣 | 陸臺樞 永康縣 | 陳瓚 昆明縣                 | 周起渭 新貴縣 |
| 康熙二十九年 庚午科 （1690年）   | 張伉 完縣                             | 劉輝祖 桐城縣 | 萬儼 豐城縣     | 吳筠 仁和縣   | 潘金卣 建安縣 | 陳大華 江夏縣 | 陳大華 江夏縣   | 楊時壯 湯陰縣         | 蘇敬生 安東衛 | 甄昭 平定州   | 郭杞 耀州       | 郭杞 耀州       | 梁再灝 蓬溪縣             | 陳遇夫 新寧縣 | 陸應幾 河池州 | 尹秦 蒙自縣                 | 管遴 新貴縣   |
| 康熙三十二年 癸酉科 （1693年）   | 李仙湄 大興縣                         | 盛度 靖江縣   | 朱軾 高安縣     | 壽致潤 諸暨縣 | 鄭基生 閩縣   | 周士佃 江夏縣 | 周士佃 江夏縣   | 殷元福 新鄉縣         | 李嵩嶙 武定州 | 張象蒲 臨汾縣 | 蕭蕙 邠州       | 蕭蕙 邠州       | 任爾瓊 富順縣             | 陳鶚薦 程鄉縣 | 唐時楩 灌陽縣 | 譚璜 建水縣                 | 田仁漸 思南縣 |
| 康熙三十五年 丙子科 （1696年）   | 郝濬 正定縣                           | 朱士屢 上元縣 | 邵良傑 都昌縣   | 王德炘 錢塘縣 | 余正健 古田縣 | 蕭蓮芳 沔陽州 | 蕭蓮芳 沔陽州   | 楊士玿 光州           | 閻愉 昌樂縣   | 周錫疇 長治縣 | 雷御天 商州     | 雷御天 商州     | 薛景珏 蒼溪縣             | 陳國球 遂溪縣 | 劉如晏 臨桂縣 | 謝履忠 昆明縣               | 劉有憑 思州   |
| 康熙三十八年 己卯科 （1699年）   | 賈兆鳳 高陽縣                         | 方苞 桐城縣   | 鄧炳 南城縣     | 李永祺 嘉善縣 | 張遠 侯官縣   | 彭源 雲夢縣   | 彭源 雲夢縣     | 殷震 鹿邑縣           | 李掌圓 陽信縣 | 介孝瑹 解州   | 王鵬程 朝邑縣   | 王鵬程 朝邑縣   | 李近陽 嘉定縣             | 洪晨孚 海豐縣 | 張宏 臨桂縣   | 鄭榮 趙州                   | 毛天文 定番縣 |
| 康熙四十一年 壬午科 （1702年）   | 李堂 大興縣                           | 吳楚奇 亳州   | 陳言吉 奉新縣   | 劉奇齡 會稽縣 | 史大範 晉江縣 | 朱和均 江夏縣 | 朱和均 江夏縣   | 李中 睢州             | 趙泰臨 膠州   | 李芸 榆次縣   | 劉大年 綏德縣   | 劉大年 綏德縣   | 寇昂 順慶                 | 鄺夢元 從化縣 | 卿悅 灌陽縣   | 周德 保山縣                 | 柴大本 貴筑縣 |
| 康熙四十四年 乙酉科 （1705年）   | 張南齡 蠡縣                           | 趙音 無錫縣   | 陶成 南城縣     | 詹銓吉 遂安縣 | 施鴻綸 福清縣 | 夏譽慶 孝感縣 | 夏譽慶 孝感縣   | 仝軌 郟縣             | 馬掄 諸城縣   | 喬沅 猗氏縣   | 王承烈 涇陽縣   | 王承烈 涇陽縣   | 詹齡 筠連縣               | 周鳳來 海陽縣 | 陳元林 荔浦縣 | 陳廷夏 呈貢縣               | 陳思蕃 修文縣 |
| 康熙四十七年 戊子科 （1708年）   | 朱綸 通州                             | 惠士奇 吳縣   | 李紱 臨川縣     | 陳炳 平湖縣   | 林昂 侯官縣   | 李澍 零陵縣   | 李澍 零陵縣     | 賈甡 葉縣             | 張可舉 海豐縣 | 劉燦 盂縣     | 來文燝 富平縣   | 來文燝 富平縣   | 向日貞 成都縣             | 李恆熉 程鄉縣 | 謝濟世 全州   | 田國珍 通海縣               | 王文奇 修文縣 |
| 康熙五十年 辛卯科 （1711年）     | 查爲仁 宛平縣                         | 劉捷 桐城縣   | 何人龍 廣昌縣   | 陳廷璋 錢塘縣 | 許斗 仙遊縣   | 李天桂 湘陰縣 | 李天桂 湘陰縣   | 王桂 封丘縣           | 張淳 武定州   | 臧爾心 太平縣 | 盧常吉 商州     | 盧常吉 商州     | 何行先 涪州               | 陳春英 海陽縣 | 蔣洽秀 永寧州 | 張旭 呈貢縣                 | 黎昂 貴陽府   |
| 康熙五十二年 癸巳恩科 （1712年） | 霍九錫 東光縣                         | 許遡中 江都縣 | 周宏勳 鉛山縣   | 羅鼎謙 新城縣 | 江日昇 同安縣 | 金相 孝感縣   | 金相 孝感縣     | 孟載有 杞縣           | 薛以聃 鉅野縣 | 李徽 崞縣     | 張大本 郃陽縣   | 張大本 郃陽縣   | 何淮 忠州                 | 莊論 海陽縣   | 王廷鐸 灌陽縣 | 孫士鶴 石屏縣               | 柴大用 貴筑縣 |
| 康熙五十三年 甲午科 （1714年）   | 陸文煥 宛平縣                         | 方炳 豐縣     | 任際虞 上高縣   | 張時中 海鹽縣 | 林廷選 晉江縣 | 韓王錫 黃陂縣 | 韓王錫 黃陂縣   | 王文 睢州             | 杭濬 聊城縣   | 康忱 興縣     | 孫昭 安定縣     | 孫昭 安定縣     | 鄒賓 邛州                 | 陳瀚 新寧縣   | 蕭荃 平樂縣   | 薩綸錫 楚雄縣               | 張嗣詠 安順府 |
| 康熙五十六年 丁酉科 （1717年）   | 李蘭 樂亭縣                           | 嚴文在 建平縣 | 劉寅 石城縣     | 林昌言 嘉興縣 | 黃煥彰 晉江縣 | 秦惟煥 江陵縣 | 秦惟煥 江陵縣   | 辛立成 汝陽縣         | 董思恭 壽光縣 | 馬君羽 汾西縣 | 陳世蘊 洛川縣   | 陳世蘊 洛川縣   | 高承元 銅梁縣             | 林茂秀 歸善縣 | 伍福展 永福縣 | 夏冕 昆明縣                 | 汪無限 開州   |
| 康熙五十九年 庚子科 （1720年）   | 王嘉賓 宛平縣                         | 施陛錦 長洲縣 | 晏斯盛 新喻縣   | 邵基 鄞縣     | 謝道承 閩縣   | 夏力恕 孝感縣 | 夏力恕 孝感縣   | 禹殿鰲 汜水縣         | 喬世臣 滋陽縣 | 王元勳 臨縣   | 李天秀 華陰縣   | 李天秀 華陰縣   | 傅亮英 奉節縣             | 謝學聖 海陽縣 | 王敏學 富川縣 | 劉以禮 蒙自縣               | 阮維誠 畢節縣 |
| 雍正元年 癸卯恩科 （1723年）     | 王峻 寧津縣                           | 王晉源 泰州   | 周學健 新建縣   | 陸宗楷 仁和縣 | 廖學信 泰寧縣 | 周邦孚 麻城縣 | 周邦孚 麻城縣   | 竇需書 河內縣         | 耿賢舉 館陶縣 | 杜首瀛 太谷縣 | 王炎 渭南縣     | 王炎 渭南縣     | 李御 夔州                 | 謝仲坃 陽春縣 | 陳弘謀 臨桂縣 | 許希孔 昆明縣               | 沈樞 鎮遠府   |
| 科次                             | 順天                                  | 江南          | 江西            | 浙江          | 福建          | 湖北          | 湖南            | 河南                  | 山東          | 山西          | 陝西            | 陝西            | 四川                      | 廣東          | 廣西          | 雲南                        | 貴州          |
| 雍正二年 甲辰科 （1724年）       | 謝宜相 文安縣                         | 吳紱 宜興縣   | 涂學煊 新城縣   | 王金綬 慈谿縣 | 俞荔 莆田縣   | 侯執信 公安縣 | 佘鳳舉 邵陽縣   | 葉鵠升 息縣           | 王世魁 濰縣   | 樊初荀 沁水縣 | 游德宜 大荔縣   | 游德宜 大荔縣   | 杜謐 遵義縣               | 陳世蓮 順德縣 | 陳朝坦 鬱林縣 | 熊郢宣 石屏縣               | 郭石渠 安化縣 |
| 雍正四年 丙午科 （1726年）       | 金相 天津縣                           | 黃淮 銅陵縣   | 丁奭 豐城縣     | 胡彥昇 德清縣 | 吳士拔 建寧縣 | 郭孫俊 當陽縣 | 劉高松 衡陽縣   | 耿衷丹 杞縣           | 單德謨 高密縣 | 史永直 盂縣   | 唐若時 渭南縣   | 唐若時 渭南縣   | 胡宏智 巴縣               | 羅國器 南海縣 | 蔣偰 臨桂縣   | 柏守仁 嶍峨縣               | 路元升 畢節縣 |
| 雍正七年 己酉科 （1729年）       | 楊秀 固安縣                           | 沈戌開 金山衛 | 解韜 吉水縣     | 孫陳典 仁和縣 | 陸祖新 甌寧縣 | 宋楚望 當陽縣 | 郭佑達 桂東縣   | 陳春芳 鄭州           | 張永瑗 長山縣 | 劉灼 太原縣   | 孫龍竹 韓城縣   | 孫龍竹 韓城縣   | 陳千鑑 涪州               | 劉昌五 順德縣 | 鄧維瑚 全州   | 楊名揚 石屏縣               | 王修士 黃平縣 |
| 雍正十年 壬子科 （1732年）       | 邵大業 大興縣                         | 郭長源 江都縣 | 魯游 新城縣     | 朱學泗 海寧縣 | 葉有詞 閩縣   | 張鰲 荊門州   | 曠敏本 衡山縣   | 孫巖 汝陽縣           | 單思邁 高密縣 | 安子訥 武鄉縣 | 上官德輿 朝邑縣 | 上官德輿 朝邑縣 | 胡玉伯 遂寧縣             | 郭曰槐 三水縣 | 陳仁 武宣縣   | 龔亮 趙州                   | 陳中榮 綏陽縣 |
| 雍正十三年 乙卯科 （1735年）     | 許秉智 大興縣                         | 吳鎮兖 休寧縣 | 黃岡竹 新城縣   | 徐爾燮 德清縣 | 黃元寬 福清縣 | 李兆鈺 鍾祥縣 | 張汝潤 善化縣   | 郭擢 洛陽縣           | 丁琪 諸城縣   | 郭偉人 文水縣 | 米嘉績 蒲城縣   | 米嘉績 蒲城縣   | 彭遵泗 丹稜縣             | 侯弼 香山縣   | 潘乙震 東蘭州 | 彭侶 趙州                   | 徐朝賢 餘慶縣 |
| 科次                             | 順天                                  | 江南          | 江西            | 浙江          | 福建          | 湖北          | 湖南            | 河南                  | 山東          | 山西          | 陝西            | 陝西            | 四川                      | 廣東          | 廣西          | 雲南                        | 貴州          |
| 乾隆元年 丙辰恩科 （1736年）     | 古之琮 宛平縣                         | 梅理 宣城縣   | 陳仁 弋陽縣     | 岑兆松 餘姚縣 | 蔡雲從 漳浦縣 | 程英銘 興國州 | 張光照 華容縣   | 張文莊 祥符縣         | 戴汝槐 掖縣   | 齊建中 定襄縣 | 王章 長安縣     | 王章 長安縣     | 陳端 涪州                 | 談德 南海縣   | 王安 馬平縣   | 劉靜軒 河西縣               | 陳允 貴筑縣   |
| 乾隆三年 戊午科 （1738年）       | 馬錦昌 宛平縣（原籍無錫縣）           | 陶紹景 上元縣 | 王廷臣 安福縣   | 吳世英 錢塘縣 | 出科聯 惠安縣 | 郭維本 黃岡縣 | 彭世瑛 巴陵縣   | 張爾銘 嵩縣           | 郭柯 黃縣     | 李鄴 榆次縣   | 衛學詩 韓城縣   | 衛學詩 韓城縣   | 羅文思 合江縣             | 王定九 海康縣 | 文兆奭 靈川縣 | 徐聯元 河陽縣               | 田霔 思南縣   |
| 乾隆六年 辛酉科 （1741年）       | 毛師灝 大興縣                         | 龔錫純 金匱縣 | 熊爲霖 新建縣   | 周逢吉 仁和縣 | 邱鵬飛 侯官縣 | 張夢揚 黃安縣 | 歐陽正煥 衡山縣 | 許龍章 商邱縣         | 劉其旋 安邱縣 | 張權 陽城縣   | 梁濟瀍 皋蘭縣   | 梁濟瀍 皋蘭縣   | 黃坦 涪州                 | 陳炎宗 南海縣 | 謝鵬翼 全州   | 周颺渭 趙州                 | 王世仕 貴筑縣 |
| 乾隆九年 甲子科 （1744年）       | 馮秉忠 江蘇金壇縣                     | 薛觀光 長洲縣 | 龔奏績 臨川縣   | 張世犖 錢塘縣 | 朱仕琇 建寧縣 | 向來雨 沔陽州 | 郭焌 安化縣     | 彭應麟 臨漳縣         | 呂濬 文登縣   | 李凌雲 榆次縣 | 張馨 臨潼縣     | 張馨 臨潼縣     | 蒲心豫 蓬溪縣             | 何蘊躍 儋州   | 劉定逌 武緣縣 | 熊清 石屏縣                 | 孫如璧 定番州 |
| 乾隆十二年 丁卯科 （1747年）     | 紀昀 獻縣                             | 徐步蟾 興化縣 | 陳奉茲 德化縣   | 吳鴻 仁和縣   | 黃元吉 侯官縣 | 吳汧 黃安縣   | 羅典 湘潭縣     | 胡紹南 汝陽縣         | 韓作霖 汶上縣 | 劉秉鉞 平定州 | 陳其策 安定縣   | 陳其策 安定縣   | 岳焸 新津縣               | 勞文謙 順德縣 | 胡德球 臨桂縣 | 謝宣 楚雄縣                 | 杜謨 遵義縣   |
| 乾隆十五年 庚午科 （1750年）     | 陶國果 無錫縣                         | 梅戭 元和縣   | 朱能恕 鄱陽縣   | 周天度 錢塘縣 | 藍彩琳 漳浦縣 | 董南楚 興國州 | 朱景英 武陵縣   | 張家彥 祥符縣         | 欒廷鉁 膠州   | 王新祚 陽曲縣 | 趙文重 正寧縣   | 趙文重 正寧縣   | 陳三恪 岳池縣             | 潘其勤 南海縣 | 謝廷琛 全州   | 李宰 大理府                 | 周大成 鎮遠府 |
| 乾隆十七年 壬申恩科 （1751年）   | 田玉 大興縣                           | 仲鶴慶 泰州   | 史班 鄱陽縣     | 李祖惠 秀水縣 | 蔡庭芳 晉江縣 | 張宗崐 咸寧縣 | 易崑曜 湘陰縣   | 趙來章 鹿邑縣         | 張映台 海豐縣 | 史傳遠 武鄉縣 | 張翼儒 通渭縣   | 張翼儒 通渭縣   | 曾映眉 江津縣             | 溫章元 東莞縣 | 拱翊勛 興安縣 | 袁文佑 保山縣               | 曾承唐 遵義縣 |
| 乾隆十八年 癸酉科 （1753年）     | 余繼紳（本姓狄） 宛平縣（原籍溧陽縣） | 胡溶 鎮洋縣   | 王元 瑞昌縣     | 傅學沆 諸暨縣 | 駱天衢 惠安縣 | 沈發儒 孝感縣 | 陳震 岳州       | 李鳴壎 睢州           | 褚昕 金鄉縣   | 孫榮前 太原縣 | 王大成 臨潼縣   | 王大成 臨潼縣   | 胡翠仁 中江縣             | 陳聖興 儋州   | 林時蕃 義寧州 | 楊中選 寧州                 | 韓之顯 正安縣 |
| 乾隆二十一年 丙子科 （1756年）   | 李駿 長垣縣                           | 柳蓁 丹徒縣   | 劉芬 新建縣     | 高毓龍 烏程縣 | 楊鳳騰 連江縣 | 蕭學純 孝感縣 | 蔣一璁 清泉縣   | 趙相臨 項城縣         | 左穎發 萊陽縣 | 蕭世珵 芮城縣 | 楊啟聰 富平縣   | 楊啟聰 富平縣   | 李藩 綿竹縣               | 梁尚秉 順德縣 | 唐遷儀 全州   | 俞汝夔 建水縣               | 楊如溥 定番州 |
| 乾隆二十四年 己卯科 （1759年）   | 邊方晉 任邱縣                         | 孫仝敞 高郵州 | 周肅文 金谿縣   | 姚翀 仁和縣   | 孟超然 閩縣   | 蕭芝 漢陽縣   | 宋本敬 湘潭縣   | 吳廷堅 睢州           | 任銳錫 聊城縣 | 馮文止 壺關縣 | 王勳 大荔縣     | 王勳 大荔縣     | 何明禮 崇慶州             | 盧聖存 東莞縣 | 劉嵃鍾 臨桂縣 | 李松齡 寧州                 | 簡貴朝 大定縣 |
| 乾隆二十五年 庚辰恩科 （1760年） | 崔鳳集 寧河縣                         | 仲嘉德 常熟縣 | 李睿 雩都縣     | 陳朗 平湖縣   | 張克綏 晉江縣 | 梁景陽 麻城縣 | 李材 灃州       | 張六行 長葛縣         | 王維垣 諸城縣 | 劉體中 清源縣 | 雷爾杰 朝邑縣   | 雷爾杰 朝邑縣   | 王用中 劍州               | 李高飛 鶴山縣 | 許其誼 臨桂縣 | 李根玉 鶴慶州               | 余上泗 鎮寧縣 |
| 乾隆二十七年 壬午科 （1762年）   | 李步青 任邱縣                         | 吳鈺 歙縣     | 何飛熊 金谿縣   | 王世勳 鎮海縣 | 賴濤 永安縣   | 蔣方熙 黃梅縣 | 丁甡 清泉縣     | 楊如燿 許州           | 李汶 金鄉縣   | 薛瑾光 臨縣   | 張埰 寧夏縣     | 張埰 寧夏縣     | 陳子元 仁壽縣             | 鍾允彝 東莞縣 | 張以寧 永福縣 | 張履觀 石屏縣               | 袁達德 開泰縣 |
| 乾隆三十年 乙酉科 （1765年）     | 祝堃 大興縣                           | 孫登標 崑山縣 | 吳光槐 德化縣   | 陸飛 仁和縣   | 王國鑒 安溪縣 | 李潢 鍾祥縣   | 羅澤坤 武陵縣   | 周世績 祥符縣         | 李有基 德州   | 姚秉哲 代州   | 侯章 郃陽縣     | 侯章 郃陽縣     | 王汝嘉 銅梁縣             | 梁泉 順德縣   | 袁珖 平南縣   | 喻如聖 石屏縣               | 宋仁溥 天柱縣 |
| 乾隆三十三年 戊子科 （1768年）   | 辛開一 宛平縣                         | 張曾敭 桐城縣 | 張書紳 清豐縣   | 許祖京 德清縣 | 翁霔霖 莆田縣 | 蕭學眘 孝感縣 | 劉工詢 衡陽縣？ | 喬之劭 寧陵縣         | 朱緒孜 平陰縣 | 范三綱 平陸縣 | 盧夢元 同州     | 盧夢元 同州     | 冷時翥 樂山縣             | 王應遇 東莞縣 | 莫異蘭 臨桂縣 | 竇晟 羅平縣                 | 蕭鳳翱 貴陽府 |
| 乾隆三十五年 庚寅恩科 （1770年） | 趙槐符 灤州                           | 張潮普 丹徒縣 | 熊枚 鉛山縣     | 盧潮生 仁和縣 | 鍾大受 上杭縣 | 朱正常 江陵縣 | 劉維祖 衡陽縣   | 曾力行 固始縣         | 修符 海陽縣   | 馬佩珩 解州   | 王琳 郃陽縣     | 王琳 郃陽縣     | 王文權 樂山縣             | 鄭翼亭 順德縣 | 周琢 臨桂縣   | 李葑 石屏縣                 | 洪其紳 玉屏縣 |
| 乾隆三十六年 辛卯科 （1771年）   | 高思敬 順義縣                         | 李景訢 昭文縣 | 陳元澄 崇仁縣   | 沈清藻 仁和縣 | 倪元寬 侯官縣 | 葉奕焜 江陵縣 | 李光寶 長沙縣   | 閻曾履 孟津縣         | 張子定 平原縣 | 郭在逵 介休縣 | 朱謙 臨潼縣     | 朱謙 臨潼縣     | 葛良杰 瀘州               | 陳相伯 香山縣 | 謝天爵 橫州   | 翟鞏祚 阿迷州               | 周人鳳 龍里縣 |
| 乾隆三十九年 甲午科 （1774年）   | 戴聯奎 如皋縣                         | 章道鴻 青陽縣 | 龔應麟 新昌縣   | 翁元圻 餘姚縣 | 張舫 侯官縣   | 陳詩 蕲州     | 盧達鳳 桂陽縣   | 劉師柔 鄧州           | 趙東周 泰安縣 | 閆安寅 朔州   | 張繹武 寧夏縣   | 張繹武 寧夏縣   | 魏傚祖 永川縣             | 郭雄圖 番禺縣 | 唐峩 全州     | 谷際岐 趙州                 | 周錫源 甕安縣 |
| 乾隆四十二年 丁酉科 （1777年）   | 王有年 天津縣                         | 吳檟 歙縣     | 劉紹瑨 南豐縣   | 吳一麒 錢塘縣 | 趙有成 寧化縣 | 孫謐 安陸縣   | 劉定進 武陵縣   | 范學頤 虞城縣         | 李光時 濟寧州 | 秦尚志 壽陽縣 | 奚甲第 白水縣   | 奚甲第 白水縣   | 李復元 富順縣             | 楊時行 大埔縣 | 鄧文純 臨桂縣 | 楊汝亮 大理府               | 王沛霖 貴陽府 |
| 乾隆四十四年 己亥恩科 （1779年） | 井大源 滄州                           | 錢棨 長洲縣   | 陳上理 南昌縣   | 蔣師爚 仁和縣 | 張經邦 閩縣   | 許召棠 雲夢縣 | 曾承謙 新化縣   | 楊維鎔 魯山縣         | 王寧誾 高密縣 | 楊得善 太谷縣 | 馬鈺 咸寧縣     | 馬鈺 咸寧縣     | 鍾廷華 金堂               | 何其英 香山縣 | 蘇世傳 靈川縣 | 尹瑞雁 蒙自縣               | 胡沇 仁懷縣   |
| 乾隆四十五年 庚子科 （1780年）   | 李茂 臨渝縣                           | 顧問 高郵州   | 黃元鐸 新城縣   | 汪人憲 仁和縣 | 陳從潮 安溪縣 | 萬嵓 黃岡縣   | 彭運修 宜章縣   | 李慎元 商水縣         | 杜漢 滕縣     | 王鵬齡 介休縣 | 柳邁祖 會寧縣   | 柳邁祖 會寧縣   | 寇賚言 渠縣               | 張錦芳 順德縣 | 梁世喆 崇善縣 | 束本春 新興                 | 崔承業 婺川縣 |
| 乾隆四十八年 癸卯科 （1783年）   | 裴顯相 清苑縣                         | 沈清瑞 長洲縣 | 郭縉光 吉水縣   | 陳錦 仁和縣   | 張騰蛟 寧化縣 | 鄭永江 石首縣 | 陳佑賢 長沙縣   | 張克廣 商城縣         | 周垣 金鄉縣   | 王鉞 保德縣   | 劉化鵬 武威縣   | 劉化鵬 武威縣   | 歐陽曙 溫江               | 李惠元 新會縣 | 岑照 土田州   | 李翃 晉寧縣                 | 雷奮遠 遵義縣 |
| 乾隆五十一年 丙午科 （1786年）   | 孫鵬越 豐潤縣                         | 張肇煐 無為縣 | 劉起鯤 新建縣   | 韓文綺 仁和縣 | 謝淑元 晉江縣 | 李鈞簡 黃岡縣 | 黃友教 善化縣   | 王命甲 洛陽縣         | 宋健 膠州     | 郭向暄 夏縣   | 侯爾昌 鄜州     | 侯爾昌 鄜州     | 衛道凝 郫縣               | 陳雄思 潮州縣 | 蔣學韓 靈川縣 | 嚴烺 宣良                   | 高廷瑤 貴筑縣 |
| 乾隆五十三年 戊申恩科 （1788年） | 趙令家 深州                           | 季惇大 泰興縣 | 朱光宇 清江縣   | 史上善 山陰縣 | 韓學秦 龍巖州 | 蕭鎮 漢陽縣   | 羅杰 桃源縣     | 孟藻江 汝州           | 隋維烈 壽光縣 | 閻晉鍠 文水縣 | 譚淮 咸寧縣     | 譚淮 咸寧縣     | 崔永福 石砫               | 梁有源 嘉應州 | 卿祖一 灌陽縣 | 楊國棠 太和縣               | 張履元 畢節縣 |
| 乾隆五十四年 己酉科 （1789年）   | 曹斌 宛平縣                           | 張祖勳 吳縣   | 陳希曾 新城縣   | 汪潤之 仁和縣 | 鄭炯 永春州   | 吳海 黃安縣   | 陳宏典 長沙縣   | 周開謨 汜水縣         | 王餘菖 福山縣 | 趙謙尊 榆次縣 | 張紹學 平涼縣   | 張紹學 平涼縣   | 魏德牖 永川縣             | 梁念祖 嘉應縣 | 秦樹松 陽朔縣 | 張藻 寧州                   | 包錦榮 貴陽府 |
| 乾隆五十七年 壬子科 （1792年）   | 聶亮采 行唐縣                         | 陳洪緒 六合縣 | 劉黻 彭澤縣     | 傅德臨 山陰縣 | 吳宏謨 南安縣 | 蕭林 漢陽縣   | 蔣湘墉 湘鄉縣   | 陳楙本 商邱縣         | 徐暲 恩縣     | 任質淳 平定州 | 淡士濤 大荔縣   | 淡士濤 大荔縣   | 張問彤 綏寧縣             | 宋湘 嘉應縣   | 朱桓 臨桂縣   | 梅雨 陸涼州                 | 王金 遵義縣   |
| 乾隆五十九年 甲寅恩科 （1794年） | 黃崑望 大興縣                         | 陸仁虎 常熟縣 | 邹家燮 樂平縣   | 湯金釗 蕭山縣 | 楊惠元 閩縣   | 王烜 沔陽州   | 譚景韓 衡州     | 程國仁 商城縣         | 孫珏 臨清縣   | 賈履道 太平縣 | 孟斗南 涇陽縣   | 孟斗南 涇陽縣   | 黃多益 綿竹縣             | 葉鈞 嘉應縣   | 唐維錫 臨桂縣 | 那文鳳 昆明縣               | 黃鶴 清鎮縣   |
| 乾隆六十年 乙卯科 （1795年）     | 王廷濬 大興縣                         | 李賓 建平縣   | 黃旭 宜黃縣     | 林敷英 永嘉縣 | 龔正調 邵武縣 | 李之渤 武昌縣 | 楊丕樹 武陵縣   | 周肅雍 濟源縣         | 李方翀 海陽縣 | 黃茂 夏縣     | 何承先 武威-    | 何承先 武威-    | 陳嬗 簡州                 | 邱作霖 大埔縣 | 鄒永堦 臨桂縣 | 趙蘧 晉寧縣                 | 費涵 石阡縣   |
| 科次                             | 順天                                  | 江南          | 江西            | 浙江          | 福建          | 湖北          | 湖南            | 河南                  | 山東          | 山西          | 陝西            | 陝西            | 四川                      | 廣東          | 廣西          | 雲南                        | 貴州          |
| 嘉庆三年 戊午科 （1798年）       | 丁煦 大興縣                           | 黃承吉 江都縣 | 黃鍾奏 金谿縣   | 張廷濟 嘉興縣 | 鄭兼才 德化縣 | 黃道衷 鍾祥縣 | 彭峨 湘陰縣     | 余作新 信陽州         | 郝茂榕 章邱縣 | 馬鍾宛 解州   | 王晉墀 會寧縣   | 王晉墀 會寧縣   | 廖家驌 德陽縣             | 李汝謙 嘉應縣 | 黃體正 桂平縣 | 吳聯珠 元江                 | 黃燮 安平縣   |
| 嘉庆五年 庚申恩科 （1800年）     | 張葆 大興縣                           | 崔暄 荊溪縣   | 關敏文 清江縣   | 崔懋炯 歸安縣 | 張光浩 霞浦縣 | 鄭永沆 石首縣 | 蔣舒惠 邵陽縣   | 高恆培 封邱縣         | 李曉林 歷城縣 | 閻廷瑾 徐溝縣 | 王步陵 朝邑縣   | 王步陵 朝邑縣   | 陳兆颺 簡州               | 陳昌期 海陽縣 | 陽煥雲 臨桂縣 | 蘇鏊 晉寧縣                 | 尹作霖 都勻縣 |
| 嘉庆六年 辛酉科 （1801年）       | 胡開益 宛平縣                         | 崔錫華 宜興縣 | 李觀立 新城縣   | 陳岱 錢塘縣   | 張翹 浦城縣   | 劉德詮 黃岡縣 | 陳世昌 武陵縣   | 查崇恩 河內縣         | 邱錫珖 安邱縣 | 任漢亭 陽曲縣 | 白健翮 澄城縣   | 白健翮 澄城縣   | 陳伊言 成都縣（原籍涪州） | 吳梯 順德縣   | 劉簡臣 容縣   | 張維崧 鶴慶州               | 翟錦觀 貴筑縣 |
| 嘉庆九年 甲子科 （1804年）       | 譚仲璐 昌黎縣                         | 李兆洛 陽湖縣 | 梁崑 廬陵縣     | 沈毓英 會稽縣 | 林鳳翹 長樂縣 | 張文玘 蘄州   | 張士醕 臨湘縣   | 董廣益 信陽州         | 王餘枚 福山縣 | 張和鳴 襄陵縣 | 康節 會寧縣     | 康節 會寧縣     | 鄒紹觀 安岳縣             | 何惠羣 順德縣 | 唐維釗 臨桂縣 | 丁傑 保山縣                 | 劉沐膏 貴筑縣 |
| 嘉庆十二年 丁卯科 （1807年）     | 潘榞 宛平縣                           | 程應佐 泰州   | 旭鍾 瀘溪縣     | 陳傳均 嘉善縣 | 郭尚先 莆田縣 | 劉學 孝感縣   | 賀長齡 善化縣   | 曹瑾（更名謹） 河內縣 | 王惟詢 海豐縣 | 李繩宗 平定州 | 張錦芳 皋蘭縣   | 張錦芳 皋蘭縣   | 古維哲（更名樳） 雅安縣   | 張翱 大埔縣   | 陸錫璞 灌陽縣 | 萬華 江川縣                 | 黃憲中 印江縣 |
| 嘉庆十三年 戊辰恩科 （1808年）   | 諸葛光泰 武清縣                       | 顧元熙 長洲縣 | 李炳春 萍鄉縣   | 朱栻之 海寧縣 | 姚大椿 霞浦縣 | 涂國用 黃陂縣 | 楊培之 湘陰縣   | 朱其燦 襄城縣         | 張士欽 長山縣 | 鄭起昌 陽曲縣 | 昔光祖 寧州     | 昔光祖 寧州     | 徐暎台 秀山縣             | 崔崇高 鶴山縣 | 汪能肅 臨桂縣 | 湯集義 南寧縣               | 孔廣鎰 畢節縣 |
| 嘉庆十五年 庚午科 （1810年）     | 方城 吳橋縣                           | 張深 丹徒縣   | 湯儲璠 臨川縣   | 吳成勳 錢塘縣 | 羅葉孫 莆田縣 | 楊霖川 武昌縣 | 易良俶 黔陽縣   | 沈杰 新鄭縣           | 王宗嶽 萊州   | 蘇捷卿 文水縣 | 雷景鵬 郃陽縣   | 雷景鵬 郃陽縣   | 黎靖 閬中縣               | 黃文海 南海縣 | 吳鼎元 雒容縣 | 劉翿 蒙自縣                 | 張日暄 清鎮縣 |
| 嘉庆十八年 癸酉科 （1813年）     | 郭天慶 永年縣                         | 沈巍皆 六安縣 | 羅宜誥 南豐縣   | 余鈞 分水縣   | 周濱海 同安縣 | 周承鉁 黃陂縣 | 楊廷亮 長沙縣   | 閻炘 新鄭縣           | 戴金鼎 平度州 | 譚昌言 解州   | 翟用章 朝邑縣   | 翟用章 朝邑縣   | 李培炆 漢州               | 洪遇春 潮陽縣 | 陳繼昌 臨桂縣 | 楊峻 太和縣                 | 胡元音 貴陽府 |
| 嘉庆二十一年 丙子科 （1816年）   | 王定甡 正定縣                         | 林端 上元縣   | 歐陽煥章 萍鄉縣 | 張嘉金 鄞縣   | 沈捷鋒 閩縣   | 褚杜 應城縣   | 周焜 清泉縣     | 周文班 商城縣         | 劉家麟 章邱縣 | 劉霱 壽陽縣   | 謝述孔 朝邑縣   | 謝述孔 朝邑縣   | 李芬 廣安縣               | 倪濟遠 南海縣 | 覃武保 容縣   | 陳時昌 楚雄縣               | 高發揚 普安廳 |
| 嘉庆二十三年 戊寅恩科 （1818年） | 邊齊賢 靜海縣                         | 馮雲路 東流縣 | 趙致和 奉新縣   | 徐士芬 平湖縣 | 葉大章 閩縣   | 趙磊 黃梅縣   | 李萼 湘鄉縣     | 劉沂水 上蔡縣         | 孟毓蘭 長清縣 | 魏輔仁 定襄縣 | 石聲揚 富平縣   | 石聲揚 富平縣   | 李嘉秀 樂山縣             | 林桂 順德縣   | 李嵀 荔浦縣   | 何辰朗 南寧州               | 周良卿 都勻縣 |
| 嘉庆二十四年 己卯科 （1819年）   | 董瀛山 青縣                           | 嚴保庸 丹徒縣 | 夏清和 新建縣   | 王文瀾 會稽縣 | 魏本唐 侯官縣 | 丁德泰 大冶縣 | 陳毓文 華容縣   | 鄭從寬 淮寧縣         | 翟登峨 章邱縣 | 王士恆 鳳臺縣 | 高步月 韓城縣   | 高步月 韓城縣   | 吳晉煃 成都縣             | 廖翱 南海縣   | 梁卓漢 歸順州 | 李士林 通海縣               | 殷漸逵 貴筑縣 |
| 道光元年 辛巳恩科 （1821年）     | 查咸勤 宛平縣                         | 張海珊 吳江縣 | 吳廷珪 浮梁縣   | 徐廷策 錢塘縣 | 林文斗 安溪縣 | 靖厚欽 黃岡縣 | 李文耀 瀏陽縣   | 楊景元 商城縣         | 周進階 安邱縣 | 康世泰 岢嵐縣 | 高樹勳 城固縣   | 高樹勳 城固縣   | 楊載瀛 達縣               | 區慕濂 高明縣 | 余紹先 永寧縣 | 董維城 南海縣               | 楊齊楷 大定縣 |
| 科次                             | 順天                                  | 江南          | 江西            | 浙江          | 福建          | 湖北          | 湖南            | 河南                  | 山東          | 山西          | 陝西            | 陝西            | 四川                      | 廣東          | 廣西          | 雲南                        | 貴州          |
| 道光二年 壬午科 （1822年）       | 王滌源 大城縣                         | 胡國樑 涇縣   | 胡增瑞 萍鄉縣   | 竺陳簡 奉化縣 | 李家煇 歸化縣 | 黃經塾 黃梅縣 | 黃正心 衡陽縣   | 吳寶卿 光州           | 孟毓藻 長清縣 | 張鴻舉 太平縣 | 鄭士範 鳳翔縣   | 鄭士範 鳳翔縣   | 左廷賓 安岳縣             | 周燧 高要縣   | 盧昌彥 平樂縣 | 盧文選 太和縣               | 吳巨 貴陽府   |
| 道光五年 乙酉科 （1825年）       | 鄭閱 寧河縣                           | 張培壽 丹徒縣 | 夏純鏞 德化縣   | 徐光簡 蕭山縣 | 林揚祖 莆田縣 | 萬時喆 潛江縣 | 張學庭 龍陽縣   | 李玟 河內縣           | 孔繼猷 曲阜縣 | 王丕顯 五臺縣 | 李培滋 武威縣   | 李培滋 武威縣   | 徐建永 蓬溪縣             | 王選 東莞縣   | 朱庭芬 臨桂縣 | 竇垿 羅平縣                 | 何煓 貴筑縣   |
| 道光八年 戊子科 （1828年）       | 王松陵 撫寧縣                         | 潘德輿 山陽縣 | 甘立淞 奉新縣   | 馬昱中 永嘉縣 | 郭禮圖 閩縣   | 杜慰昌 江陵縣 | 李南英 耒陽縣   | 劉世勳 涉縣           | 李佐賢 利津縣 | 衛佐堯 曲沃縣 | 王禹堂 盩厔縣   | 王禹堂 盩厔縣   | 向大成 巴縣               | 郭煥 高要縣   | 李天元 象州   | 郭履端 河陽縣               | 邵凌霄 畢節縣 |
| 道光十一年 辛卯恩科 （1831年）   | 董似穀 大興縣                         | 汪立權 歙縣   | 劉宗美 南康縣   | 潘恭壽 仁和縣 | 張際青 安溪縣 | 張琅 漢陽縣   | 伍澤景 邵陽縣   | 閆彤恩 固始縣         | 謝維嶺 郯城縣 | 張鵬展 榆次縣 | 呼延甲 長安縣   | 呼延甲 長安縣   | 洪錫桓 華陽縣             | 蔡錦泉 順德縣 | 朱琦 臨桂縣   | 李鍾泰 昭通府               | 王在典 安平縣 |
| 道光十二年 壬辰科 （1832年）     | 鄭輝堂 天津縣                         | 潘鍾 崑山縣   | 陳常 奉新縣     | 朱濂 秀水縣   | 吳景禧 侯官縣 | 羅宗羲 武昌縣 | 左宗植 湘陰縣   | 申啟元 延津縣         | 林書奎 棲霞縣 | 焦炳然 忻州   | 劉維禧 涇陽縣   | 劉維禧 涇陽縣   | 閻希哲 充縣               | 黃士元 新寧縣 | 盧大亨 宣化縣 | 蕭文蔚 浪穹縣               | 余熙懷 黔西縣 |
| 道光十四年 甲午科 （1834年）     | 李有棠 三河縣                         | 徐元達 昭文縣 | 游淩翰 南城縣   | 高錦 嘉善縣   | 林廷祺 侯官縣 | 張廷璠 漢川縣 | 鄧庭楠 益陽縣   | 周沐潤 祥符縣         | 張莘田 黃縣   | 王煥宸 黎城縣 | 雷啟秀 盩厔縣   | 雷啟秀 盩厔縣   | 羅文光 成都縣             | 黃經 順德縣   | 蔣琦齡 全州   | 趙慶齡 廣南府               | 陳紹基 安平縣 |
| 道光十五年 乙未恩科 （1835年）   | 李鳴珂 南宮縣                         | 吳家楣 江浦縣 | 魏崇基 瀘溪縣   | 沈祖懋 錢塘縣 | 曾慶嵩 侯官縣 | 閔兆聯 蘄水縣 | 何紹基 道州     | 趙林成 祥符縣         | 張爾宇 掖縣   | 梁學海 汾陽縣 | 楊際清 岐山縣   | 楊際清 岐山縣   | 周開忠 簡州               | 羅芳 新會縣   | 周作孚 臨桂縣 | 賽儀 永昌府                 | 王濟 遵義縣   |
| 道光十七年 丁酉科 （1837年）     | 程宇光 宛平縣                         | 鄭經 江陰縣   | 胡承煥 進賢縣   | 朱旌臣 上虞縣 | 劉志博 寧德縣 | 彭煥興 黃安縣 | 曹德昭 長沙縣   | 趙諴 懷慶             | 王餘厚 黃縣   | 郝西園 陽曲縣 | 陳作樞 武威縣   | 陳作樞 武威縣   | 劉冕 梓潼縣               | 梁國琮 番禺縣 | 唐遇隆 靈川縣 | 周愛棠 晉寧縣               | 吳觀樂 安化縣 |
| 道光十九年 己亥科 （1839年）     | 沈際清 宛平縣                         | 趙世暹 宿松縣 | 徐朝璽 金谿縣   | 俞煥模 新昌縣 | 葉修昌 閩縣   | 林壬 黃岡縣   | 馮作槐 長沙縣   | 王驤衢 懷寧縣         | 陳象樞 濰縣   | 張銘西 曲沃縣 | 鄭學重 皋蘭縣   | 鄭學重 皋蘭縣   | 郭用成 合州               | 李載熙 嘉應州 | 周榕森 臨桂縣 | 蕭培英 昆明縣               | 孫濂 貴筑縣   |
| 道光二十年 庚子恩科 （1840年）   | 劉日萼 鹽山縣                         | 朱榮實 涇縣   | 劉朝昇 新昌縣   | 俞承德 海寧縣 | 池劍波 閩縣   | 石意恭 漢陽縣 | 柳先賡 長沙縣   | 凌松林 西華縣         | 如川 濟寧州   | 衛德玉 聞喜縣 | 李正 鳳翔縣     | 李正 鳳翔縣     | 張樹猷 三臺縣             | 梁今榮 香山縣 | 唐啟華 臨桂縣 | 楊誠 宜良                   | 周振璘 都勻府 |
| 道光二十三年 癸卯科 （1843年）   | 余萼銜 宛平縣                         | 陳時升 高郵州 | 辛斌 萬載縣     | 方騄 西安縣   | 曾照 侯官縣   | 費楚玉 沔陽州 | 余肇鏳 長沙縣   | 王雲昭 信陽州         | 王祺海 諸城縣 | 郭椿壽 安邑縣 | 郭珍 扶風縣     | 郭珍 扶風縣     | 宋文觀 納溪               | 陳文瀾 番禺縣 | 蔣英元 全州   | 戈尚志 保山                 | 岳韓川 普定縣 |
| 道光二十四年 甲辰恩科 （1844年） | 劉國彥 永清縣                         | 林之望 懷遠縣 | 崔斌 南城縣     | 魏士龍 錢塘縣 | 葉畊心 侯官縣 | 孫玉田 江夏縣 | 王兆騏 長沙縣   | 毛錫疇 鄭州           | 李凌霄 城武縣 | 張定基 芮城縣 | 趙進 狄道縣     | 趙進 狄道縣     | 張德元 內江縣             | 崔成霖 電白縣 | 嚴寅恭 蒼梧縣 | 孫鈞 昆明縣                 | 許鴻儒 綏陽縣 |
| 道光二十六年 丙午科 （1846年）   | 王宗海 宛平縣                         | 汪應森 旌德縣 | 江廷傑 新城縣   | 張慶榮 嘉興縣 | 黃維岳 同安縣 | 鄒崇漢 公安縣 | 陳敬廷 長沙縣   | 周嗣敬 懷慶           | 馬夢齡 陽信縣 | 楊中桂 屯留縣 | 劉餘慶 長安縣   | 劉餘慶 長安縣   | 龍廷輝 黔江縣             | 梅夢雄 順德縣 | 蘇爾均 義寧州 | 涂修政 昆明縣               | 鍾憲章 遵義縣 |
| 道光二十九年 己酉科 （1849年）   | 王汝訥 灤州                           | 祝椿年 南匯縣 | 鍾聲遠 龍南縣   | 朱倬章 金華   | 盧紉芳 永定縣 | 張百揆 黃岡縣 | 黃維昌 善化縣   | 張瀾光 陽武           | 宋季豐 膠州   | 楊淑 崞縣     | 喬蔭甲 三原縣   | 喬蔭甲 三原縣   | 王庚 巫山縣               | 何仁山 東莞縣 | 周冠 靈川縣   | 石虎臣 昆明縣               | 宋光發 甕安縣 |
| 科次                             | 順天                                  | 江南          | 江西            | 浙江          | 福建          | 湖北          | 湖南            | 河南                  | 山東          | 山西          | 陝西            | 陝西            | 四川                      | 廣東          | 廣西          | 雲南                        | 貴州          |
| 咸豐元年 辛亥恩科 （1851年）     | 王題雁 獻縣                           | 汪達元 江寧縣 | 李鏡華 義寧州   | 朱炳琦 富陽縣 | 孟曾穀 閩縣   | 周禾田 黃岡縣 | 何澤洪 邵陽縣   | 張鴻遠 邵陽縣         | 林元薌 歷城縣 | 張士達 鳳臺縣 | 王銳堂 武威縣   | 王銳堂 武威縣   | 常世琯 成都縣             | 蘇潮 南海縣   |               | 尹建中 昆明縣               | 邢士義 貴筑縣 |
| 咸豐二年 壬子科 （1852年）       | 張之洞 南皮縣                         | 薛春黎 全椒縣 | 潘先珍 星子縣   | 洪秋田 山陰縣 | 陳翔墀 長樂縣 | 龔遙峰 江夏縣 |                 | 許貞元 祥符縣         | 張樹甲 文登縣 | 宋洪業 曲沃縣 | 陳治策 藍田縣   | 陳治策 藍田縣   | 楊濤 射洪縣               | 李文燦 南海縣 |               | 阿中立 浪穹縣               | 胡承培 平遠縣 |
| 咸豐五年 乙卯科 （1855年）       | 方汝翼 清苑縣                         |               |                 | 姚高 餘姚縣   | 劉懿璜 閩清縣 |               |                 |                       | 栗文英 東平州 | 武士選 安邑縣 | 石汝瑚 富平縣   | 石汝瑚 富平縣   | 彭潤芳 新津縣             |               |               | 曾彬 建水縣                 |               |
| 咸豐六年 丙辰科 （1856年）       |                                       |               |                 |               |               |               |                 |                       |               |               |                 |                 |                           | 張元亨 茂名縣 | 李燧 蒼梧縣   |                             |               |
| 咸豐七年 丁巳科 （1857年）       |                                       |               |                 |               |               |               | 龍汝翼 湘鄉縣   |                       |               |               |                 |                 |                           |               |               |                             |               |
| 咸豐八年 戊午科 （1858年）       | 戈泰徵 景州                           |               |                 | 徐錦 嘉興縣   |               | 徐宗一 黃安縣 | 李習昇 瀏陽縣   | 石連城 尉氏縣         | 趙德毅 博興縣 | 宋鳴清 定襄縣 | 康楷 大荔縣     | 康楷 大荔縣     | 唐遇隆 彰明縣             |               |               |                             |               |
| 咸豐九年 己未恩科 （1859年）     | 周濬 寧津縣                           | 余鑑 婺源縣   | 許廷桂 金谿縣   | 朱庚 山陰縣   | 周慶豐 龍溪縣 | 劉燡 廣濟縣   |                 | 曹學禮 項城縣         | 王榮琯 樂陵縣 | 韓子泰 曲沃縣 | 王貫三 安定縣   | 王貫三 安定縣   | 宋寶椷 成都縣             |               |               |                             |               |
| 咸豐十一年 辛酉科 （1861年）     | 李敬亭 寧河縣                         |               |                 |               |               |               |                 |                       |               | 盧善修 忻州   | 張鑑堂 鄠縣     | 張鑑堂 鄠縣     |                           | 馮秩清 鶴山縣 | 唐景崧 灌陽縣 |                             |               |
| 科次                             | 順天                                  | 江南          | 江西            | 浙江          | 福建          | 湖北          | 湖南            | 河南                  | 山東          | 山西          | 陝西            | 陝西            | 四川                      | 廣東          | 廣西          | 雲南                        | 貴州          |
| 同治元年 壬戌恩科 （1862年）     | 陳光暄 大興縣                         |               | 盧炳炎 義寧州   |               | 王彬 閩縣     | 王賡颺 東湖縣 | 周綬榮 長沙縣   | 黃絹 光山縣           | 魏培楠 寧陽縣 | 吳元經 萬全縣 |                 |                 |                           | 鍾覺黎 鎮平縣 | 梁德顯 宣化縣 |                             |               |
| 同治三年 甲子科 （1864年）       | 王弼藩 盧龍縣                         | 江璧 甘泉縣   | 許崇鼎 贛縣     |               |               | 余雅祥 麻城縣 | 曹應祥 長沙縣   | 周文杰 商城縣         | 高鉷 章邱縣   | 都賦三 陵川縣 |                 |                 | 馮明玉 南充縣             | 胡來儀 順德縣 | 毛色馨 富川縣 |                             |               |
| 同治四年 乙丑科 （1865年）       |                                       |               |                 | 張祥椿 鄞縣   | 郭尚品 德化縣 |               |                 |                       |               |               |                 |                 |                           |               |               |                             |               |
| 同治六年 丁卯科 （1867年）       | 劉世駿 任邱縣                         | 顏馴 泰州     | 胡友梅 廬陵縣   | 朱彭年 富陽縣 | 王贊元 閩縣   | 亢長清 襄陽縣 | 劉人熙 瀏陽縣   | 劉履安 商邱縣         |               | 常佩紱 寧武縣 |                 |                 | 劉家謨 萬縣               | 鄧佐槐 東莞縣 | 鄒仁 臨桂縣   |                             | 李嗣槐 貴陽府 |
| 同治八年 己巳科 （1869年）       |                                       |               |                 |               |               |               |                 |                       |               |               | 徐騏 武功縣     | 徐騏 武功縣     |                           |               |               |                             | 陳烺 貴陽府   |
| 同治九年 庚午科 （1870年）       | 李璜綸 宛平縣                         | 許時中 荊溪縣 | 聶明景 清江縣   | 蔣崇禮 餘姚縣 | 趙啟植 閩縣   | 夏燧 武昌縣   | 陳保真 龍陽縣   | 王啟綸 祥符縣         | 王蘭升 萊陽縣 | 王慶鏞 河津縣 | 劉登瀛 長安縣   | 劉登瀛 長安縣   | 傅光弼 威遠縣             | 劉子鵾 新會縣 | 眭組雲 臨桂縣 | 楊德高 太和縣               | 顏嗣徽 貴筑縣 |
| 同治十二年 癸酉科 （1873年）     | 王巖 清豐縣                           | 汪昌鼎 休寧縣 | 漆肇元 新昌縣   | 沈壽慈 會稽縣 | 方兆福 同安縣 | 聞曾 蘄水縣   | 陳銘鼎 長沙縣   | 鄭思賓 祥符縣         | 郭翊廷 歷城縣 | 趙履中 代州   | 王萬魁 乾州     | 王萬魁 乾州     | 羅肅 南溪縣               | 戴鴻慈 南海縣 | 崔飛雄 馬平縣 | 湯炳堃 鄧川州               | 趙福均 貴筑縣 |
| 科次                             | 順天                                  | 江南          | 江西            | 浙江          | 福建          | 湖北          | 湖南            | 河南                  | 山東          | 山西          | 陝西            | 甘肅            | 四川                      | 廣東          | 廣西          | 雲南                        | 貴州          |
| 光緒元年 乙亥恩科 （1875年）     | 張彭齡 天津縣                         | 萬人傑 鹽城縣 | 官俊 東鄉縣     | 陳熙績 鄞縣   | 何咸德 侯官縣 | 王之瑞 江夏縣 | 粟榮晉 長沙縣   | 鄭寅亮 固始縣         | 佟燦章 德州   | 胡治安 介休縣 | 阮永立 山陽縣   | 安惟峻 秦安縣   | 袁希璋 安岳縣             | 彭駿儀 番禺縣 | 張仲良 臨桂縣 | 王家軾 建水縣               | 周汝爲 印江縣 |
| 光緒二年 丙子科 （1876年）       | 高炳辰 天津縣                         | 楊黻榮 懷遠縣 | 曹祖烈 義寧州   | 戈桂馨 平湖縣 | 鄧瀛洲 龍巖州 | 何煥章 應山縣 | 陳鶴曾 武陵縣   | 許文炳 光山縣         | 姚體儁 鉅野縣 | 岳宜興 樂平縣 | 吳光彥 富平縣   | 包永昌 洮州     | 羅鍾玉 峨嵋縣             | 黃燕祥 新安縣 | 李鹍年 永福   | 施有奎 昆明縣               | 黃樹勳 思南縣 |
| 光緒五年 己卯科 （1879年）       | 張正堉 南皮縣                         | 翟洪詮 東臺縣 | 應大猷 南昌縣   | 李鵬飛 仁和縣 | 傅朝旭 光澤縣 | 劉寅恭 廣濟縣 | 譚熒 安仁縣     | 郭家瑤 信陽州         | 鄭杲 即墨縣   | 劉振德 靈石縣 | 劉子煥 咸陽縣   | 屈葆才 岷州     | 奚玉麟 順慶               | 陳伯陶 東莞縣 | 孔慶麟 永安州 | 劉承祚 元江縣               | 戚人傑 貴陽府 |
| 光緒八年 壬午科 （1882年）       | 黃耀奎 天津縣                         | 林介弼 懷遠縣 | 黃英鎮 龍南縣   | 陳翊清 慈谿縣 | 鄭孝胥 閩縣   | 張東煜 黃安縣 | 陳嘉言 衡山縣   | 李見荃 林縣           | 陳傅弼 濰縣   | 王廷秀 芮城縣 | 白友元 咸寧縣   | 劉先袞 合水縣   | 謝世珍 安岳縣             | 葉思詠 東莞縣 | 翁裕珍 象州   | 陳榮昌 昆明縣               | 阮廷獻 貴陽府 |
| 光緒十一年 乙酉科 （1885年）     | 劉若曾 鹽山縣                         | 張廷瑞 海州   | 趙協莘 新建縣   | 陳陔 山陰縣   | 童其浚 上杭縣 | 石振鋆 黃州   | 王英 湘潭縣     | 蕭紹鄼 河內縣         | 林瀛藻 棲霞縣 | 韓輔國 清源縣 | 楊洪楨 鎮安縣   | 傅揆遠 鎮番縣   | 桑蔭濃 合州               | 區漸逵 南海縣 | 劉名華 博白縣 | 寇仲衡 雲南                 | 杜樹棻 修文縣 |
| 光緒十四年 戊子科 （1888年）     | 張坪 献縣                             | 姚永概 桐城縣 | 李政熾 永新縣   | 王會灃 山陰縣 | 鄭懷陔 南安縣 | 毛蔭桐 黃安縣 | 康永祥 慈利縣   | 彭彥 夏邑縣           | 霖逢 文登縣   | 渠本翹 祁縣   | 楊懋源 臨潼縣   | 焦志賢 禮縣     | 曾繼光 南溪縣             | 楊裕芬 南海縣 | 毛蔭蕃 靈川縣 | 聶培湖 永善縣（四川屏山縣） | 孔繁昌 貴筑縣 |
| 光緒十五年 己丑恩科 （1889年）   | 安文瀾 定州                           | 方爾咸 江都縣 | 聶謙吉 清江縣   | 高寶鑾 秀水縣 | 陳懋鼎 閩縣   | 艾青 江夏縣   | 羅維垣 善化縣   | 李鴻籌 商城縣         | 譚福慶 歷城縣 | 段成章 襄陵縣 | 陳濤 三原縣     | 伏衍羲 泰安縣   | 余良遇 雅安               | 周頌聲 順德縣 | 陽國楨 臨桂縣 | 楊實 昆明縣                 | 毛緝新 松桃廳 |
| 光绪十七年 辛卯科 （1891年）     | 張玉崘 蠡縣                           | 孫多捷 壽州   | 李結 廬陵縣     | 王萬懷 山陰縣 | 陳君耀 長樂縣 | 熊恢鋆 沔陽州 | 勞鼎勛 善化縣   | 呂慰曾 林縣           | 周正岐 即墨縣 | 李世馨 應州   | 高樹榮 米脂縣   | 李鳳來 武威     | 凌開運 雲陽縣             | 傅維森 番禺縣 | 張其潤 臨桂縣 | 杜溁金 昆明縣               | 張致安 遵義縣 |
| 光緒十九年 癸巳恩科 （1893年）   | 馬鎮桐 新河縣                         | 王嘉賓 高淳   | 許受衡 龍南縣   | 王夢魁 會稽縣 | 林旭 侯官縣   | 丁禧瀚 江夏縣 | 李鴻儀 安化縣   | 魏欽銘 鹿邑縣         | 秦錫鎮 樂安縣 | 王學曾 文水縣 | 竇中虛 咸陽縣   | 史銘 安定縣     | 傅汝礪 華陽縣             | 梁冠澄 順德縣 | 朱永觀 橫州   | 楊炳炎 蒙自縣               | 趙鏡源 清鎮縣 |
| 光緒二十年 甲午科 （1894年）     | 王毓蘭 肅寧縣                         | 何其純 建平縣 | 文景清 萍鄉縣   | 陳修榆 鎮海縣 | 伊象昂 寧化縣 | 錢桂笙 江夏縣 | 李篤真 湘鄉縣   | 熊起清 光山縣         | 趙翰西 黃縣   | 楊黼蔭 孟縣   | 張瑚樹 清澗縣   | 黃居中 階州     | 羅智傑 中江縣             | 梁錫祥 順德縣 | 謝寶樹 賓州   | 陳祖虞 會澤縣               | 匡履福 貴筑縣 |
| 光緒二十三年 丁酉科 （1897年）   | 沈輝曾 清源縣                         | 楊炎昌 江寧縣 | 宋名璋 奉新縣   | 鄭永禧 西安縣 | 鄭書祥 侯官縣 | 王葆清 江夏縣 | 黃運藩 安北     | 陳善同 信陽州         | 杜光斗 即墨縣 | 阮汝濬 河津縣 | 馬進修 綏德縣   | 梁登瀛 金縣     | 周慶雲 漢州               | 曾對顏 瓊山縣 | 蔡桐昌 博白縣 | 李炳壎 大理府               | 劉培良 貴筑縣 |
| 光緒二十六年 庚子恩科 （1900年） |                                       |               |                 |               |               |               |                 |                       |               |               |                 |                 |                           |               |               |                             |               |
| 光緒二十七年 辛丑科 （1901年）   |                                       |               |                 |               |               |               |                 |                       |               |               |                 | 祁酉源 河州     |                           | 盧宗璜 新會縣 | 施獻勷 橫州   | 張肇興 太和縣               | 余沅芬 遵義縣 |
| 光緒二十八年 壬寅科 （1902年）   | 高毓浵 靜海縣                         | 曹清泉 績溪縣 | 龍元勛 泰和縣   | 劉焜 蘭溪縣   | 林傳甲 侯官縣 | 汪噦鸞 江夏縣 | 賓玉瓚 湘潭縣   | 萬世清 信陽州         | 單廷蘭 高密縣 | 王炳宸 翼城縣 | 張尚謙 武功縣   |                 | 胡爲楷 巴縣               |               |               |                             |               |
| 光绪二十九年 癸卯恩科 （1903年） | 梁庭華 安州                           | 陳康祖 靖江縣 | 熊元鍔 南昌縣   | 吳敦義 仁和縣 | 林志烜 閩縣   | 張濟川 黃陂縣 | 汪根甲 湘潭縣   | 常三省 杞縣           | 趙正印 泰安縣 | 楊大芳 平定州 | 沈森林 渭南縣   | 鄧隆 河州       | 蒲殿俊 廣安州             | 李慶庚 香山縣 | 梁昌誥 臨桂縣 | 周鍾嶽 劍川州               | 王其瑔 大定縣 |
| 科次                             | 順天                                  | 江南          | 江西            | 浙江          | 福建          | 湖北          | 湖南            | 河南                  | 山東          | 山西          | 陝西            | 甘肅            | 四川                      | 廣東          | 廣西          | 雲南                        | 貴州          |

## 參看
- 清朝狀元列表
- 明朝解元列表